# Eisenbahnunfall von Corning
Der Eisenbahnunfall von Corning war ein Auffahrunfall, der sich am 4. Juli 1912 in Gibson bei Corning, New York, USA, ereignete. 39 Menschen starben.

## Unfallhergang
An diesem Tag herrschte wegen leichten Nebels schlechte Sicht. Die Strecke der Delaware, Lackawanna and Western Railroad war einen durch automatischen Streckenblock gesichert. Hier fuhr ein Güterzug, der mit einem technischen Problem liegen blieb. Ihm folgte ein Sonderzug mit Ausflüglern von Hoboken, New Jersey, zu den Niagarafällen, der sowohl ältere Wagen mit Holzaufbauten als auch neuere Wagen mit Stahlaufbau führte. Nachdem dieser Zug hinter dem Güterzug zum Halten gekommen war, wurde einem nachfolgenden Schnellzug, der ebenfalls von Hoboken zu den Niagarafällen unterwegs war, ein Bremser entgegen geschickt, um sicherzustellen, dass dieser Zug hielt. Der Bremser lief diesem Zug entgegen, legte allerdings keine Knallkapseln auf die Schienen. Der Lokomotivführer des Schnellzuges hatte Alkohol getrunken und nahm weder das „Achtung“ gebietende Vorsignal noch das „Halt“ gebietende Hauptsignal wahr, das den Sonderzug deckte. Auch den Bremser, der ihm entgegenlief und mit einer roten Flagge „Halt“ signalisierte, sah er nicht. Mit knapp 100 km/h rammte der Schnellzug in das Ende des Sonderzuges. Der dort zuletzt laufende Wagen mit Holzaufbauten wurde zertrümmert, der stählerne Schlafwagen davor blieb strukturell intakt, zertrümmerte aber den vor ihm stehenden Wagen.

## Folgen
39 Menschen starben. 86 wurden darüber hinaus verletzt. Die Zahl der Opfer wäre noch höher gewesen, wenn nicht ein Teil der Reisenden den liegen gebliebenen Sonderzug verlassen hätte, um sich die Füße zu vertreten.